# Мурунга, Ричард
Ри́чард «Дик» Муру́нга (англ. Richard Murunga; 22 апреля 1949, Амагоро — 26 октября 2018, Найроби) — кенийский боксёр полусредней весовой категории. В начале 1970-х годов выступал за сборную Кении: бронзовый призёр летних Олимпийских игр в Мюнхене, победитель многих международных турниров и национальных первенств. В 1974 году боксировал на профессиональном уровне, но без особых достижений.

## Биография
Ричард Мурунга родился 22 апреля 1949 года в городе Амагоро, Западная провинция. Активно заниматься боксом начал в возрасте девятнадцати лет по наставлению отца, военного офицера. В 1970 году пошёл служить в кенийскую армию, при этом продолжал тренироваться и принимать участие в различных соревнованиях, в частности, побывал на Играх Содружества в Эдинбурге. Благодаря череде удачных выступлений удостоился права защищать честь страны на летних Олимпийских играх 1972 года в Мюнхене — дошёл здесь до полуфинала полусредней весовой категории, после чего со счётом 1:4 проиграл венгру Яношу Кайди.
Получив бронзовую олимпийскую медаль, Мурунга решил попробовать себя среди профессионалов, однако начальство не позволило ему это сделать, поэтому спортсмену пришлось дезертировать из армии и бежать в соседнюю Уганду. В Уганде он боксировал под вымышленным именем Фейсал Мусанте, в 1973 году представлял эту страну на соревнованиях Ассоциации любительского бокса Восточной и Центральной Африки, тем не менее, вскоре был арестован кенийскими властями, обвинён в дезертирстве и на некоторое время посажен в тюрьму.
Профессиональный дебют Мурунги состоялся, таким образом, лишь в сентябре 1974 года (считается первым профессиональным боксёром в истории Кении) — своего первого соперника бразильца Адриано Родригеса он победил по очкам в восьми раундах. Провёл несколько боёв в Дании и Финляндии, но больших успехов не добился и в том же году из-за полученных травм принял решение завершить карьеру спортсмена. После завершения спортивной карьеры долгое время проживал в Кувейте, где принял ислам и завёл двух жён, которые впоследствии родили ему девятерых детей. В 2003 году вернулся на родину, проживал в городе Момбаса.